# Stella McCartney
Pour les articles homonymes, voir Stella et McCartney.

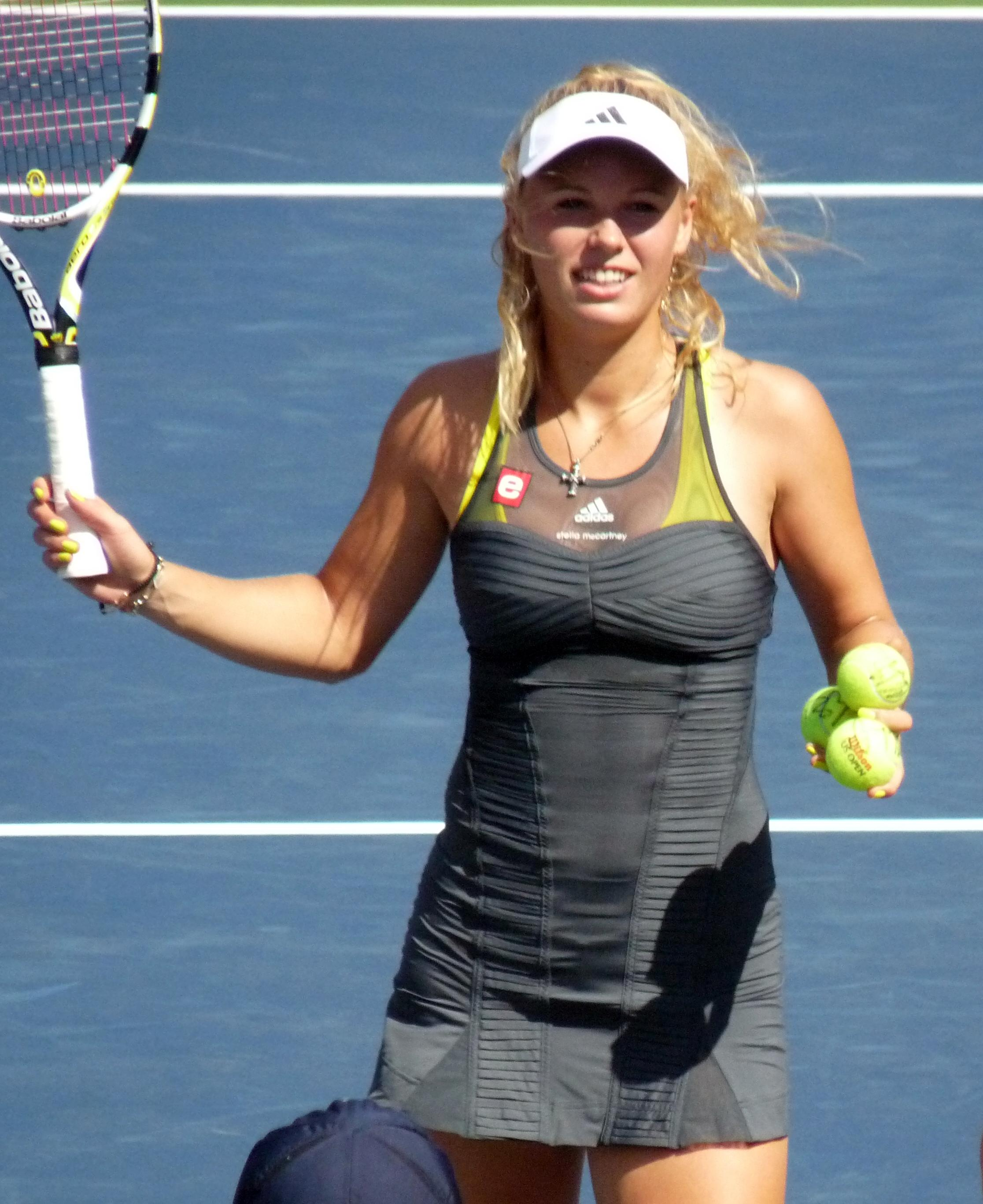
Une tenue de tennis féminin Adidas avec la mention Stella McCartney sous le logo de la marque allemande

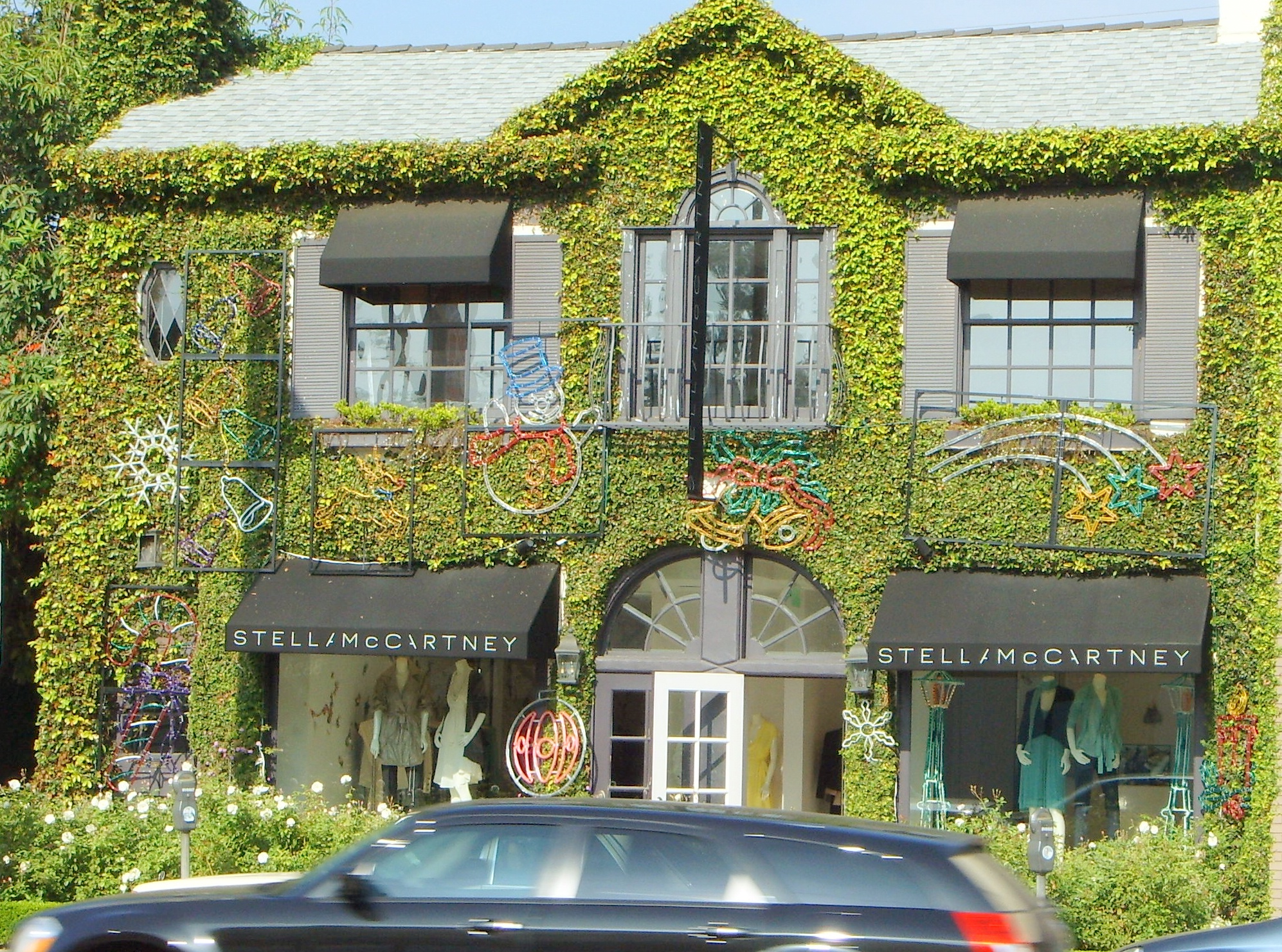
La façade végétalisée d'un magasin de la créatrice à Beverly Hills

Stella McCartney, née le 13 septembre 1971 à Lambeth (Londres), est une styliste anglaise. Dès le début des années 2000, elle prône une mode plus responsable.
Elle est la fille de Paul McCartney, membre des Beatles, et de Linda Eastman, photographe américaine.

## Biographie
Stella est née par césarienne, et pendant cette opération, son père priait qu'elle vienne au monde « on the wings of an angel », ce qui lui inspirera plus tard le nom du groupe musical qu'il formera avec sa femme, Wings.
Stella a deux sœurs Mary et Heather (Paul a adopté Heather, née d'une première union de Linda) et un frère, James. Tous quatre entament leur scolarité dans une école publique de l'est du Sussex. Stella a quelques années quand sa mère choisit pour eux tous un régime « strictement végétarien » et commence à militer pour la « cause animale ».
Très tôt attirée par la mode et le stylisme, Stella McCartney est adolescente quand elle coud sa première veste. Quelques années plus tard, en stage, elle participe à l'élaboration de la première collection de Christian Lacroix. 
En 1995, elle présente sa collection de fin d'études au St Martins College of Art & Design. Pour ce défilé appelé « Stella May Day », son père écrit la musique qui accompagne le défilé, présenté, notamment, par Naomi Campbell, Yasmin Le Bon et Kate Moss. Cette présentation soulève un tel enthousiasme que toute la collection est acquise par un acheteur anglais qui la montre aux grands magasins américains Bergdorf Goodman et Neiman Marcus. En parallèle, durant ses études à St Martins, Stella McCartney fait ses classes[pas clair] chez le tailleur pour homme Edward Sexton (en), un ancien assistant de Tommy Nutter qui habille son père. « Cette expérience a beaucoup influencé mes collections femme ». Edward Sexton va d'ailleurs l'aider pour sa collection scolaire. Elle travaille également chez Betty Jackson (en).

### Début de carrière
Elle lance sa propre collection de vêtements. Deux ans plus tard en 1997, elle est recrutée comme directrice créative de la maison Chloé à Paris et y emmène Edward Sexton. Elle y remplace Karl Lagerfeld en place depuis trois décennies. Lors de l'arrivée de Stella McCartney, Karl Lagerfeld déclare que « Chloé a choisi pour me succéder un nom célèbre, McCartney, qui n'est connu que dans le domaine de la musique. Ils auraient dû prendre quelqu'un qui le soit dans la mode. Espérons qu'elle aura autant de talent que son père. » Sa nomination entraine également quelques commentaires négatifs dans la presse, rapidement estompés par sa réussite pour cette marque. 
Elle y rencontre l'élégant Alasdhair Willis (en), avec qui elle se marie plus tard. Elle restera quatre ans dans l'entreprise parisienne. Elle dessine pour Madonna une robe de mariée en 2000.

### Marque
En avril 2001, Stella McCartney crée sa marque avec son propre nom dans le giron du groupe Gucci, de PPR, devenu Kering en 2013. Période d'achats en nombre et de concentration, Domenico De Sole et Tom Ford, alors à la tête du groupe Gucci, complètent ainsi leurs acquisitions après Sergio Rossi, Alexander McQueen et Bottega Veneta. Lors du départ de Tom Ford du maroquinier italien, elle est contactée pour le remplacer. Son aversion pour l'usage du cuir ou de la fourrure lui fait refuser le poste. La première collection à son nom est présentée à New York en septembre cette même année. La première boutique est ouverte au Palais-Royal à Paris, à l'écart des grandes artères de la mode puis à New York.
En tant que végétarienne comme sa mère, Stella McCartney n'utilise ni fourrure ni cuir dans ses collections ; pour rester dans cette ligne directrice, elle utilise par exemple du Néoprène, du simili-cuir, des matières durables et pratiquement la moitié de ses collections sont écoresponsables. En bannissant mohair, angora, plumes, colles d'origine animale ou fourrure, elle devient le fer de lance d'une tendance nouvelle dans le milieu de la mode, une « pionnière de la responsabilité environnementale ». Elle tente d'appliquer ces préceptes aussi bien à ses créations comme à l'ensemble des actions de sa marque comme le merchandising. Tout au long de sa  carrière, cela lui pose de multiples problèmes pour trouver des options aux matériaux traditionnels de la mode, sans sacrifier le style. Avec recul, elle dit être souvent citée comme « la tarée de la nature, […] une cinglée écolo, […] une marginale », mais souligne que l'industrie de la mode a commencé à évoluer en ce sens. 
Elle lance le 13 septembre 2003, en lien avec L'Oréal, un parfum à son prénom. Quatre ans plus tard, elle commercialise une ligne de cosmétiques certifiés Écocert, uniquement à base de produits naturels, sans produits origine animale et à emballage biodégradable. 
En novembre 2005, elle crée pour H&M une collection capsule appelée « Stella McCartney for H&M » et depuis 2004 une collection pour Adidas appelée « Adidas by Stella McCartney » puis « StellaSport ». Elle explique qu'au début : « les modèles sportswear pour femme étaient vraiment trop peu appréciés, sous-estimés, comme s'ils ne recevaient pas la même attention au détail ou la même sophistication que les modèles masculins. […] On n'accordait aucune importance aux femmes qui voulaient faire du sport. J'ai trouvé ça un peu choquant […]. Je voulais que ça change, je voulais agir, j'ai donc discuté avec Adidas de performance sportive, parce que je pensais qu'on méritait mieux. »
Deux ans après sa collection pour H&M, elle signe quarante-deux modèles en matériaux naturels pour l'entreprise australienne Target Australia (en). En novembre 2009, elle crée également une collection capsule pour la firme américaine GAP. La collection est entièrement destinée aux enfants de 3 à 9 ans. 
C'est elle qui dessine en 2011 la robe de mariée de Nancy Shevell, la troisième femme de son père.
Elle habille les athlètes britanniques à l’occasion des Jeux olympiques d'été de 2012, lui offrant ainsi une visibilité mondiale lors de la cérémonie d'ouverture. Sa marque, inspirée à la fois du sportswear et du tailoring. « Ce penchant pour les oppositions, c'est le trait récurrent de ma mode » précise-t-elle. Outre des vêtements pour femmes et enfants, elle vend également des accessoires ainsi que des lunettes ou encore de la lingerie. Fin 2016, elle commercialise sa première collection masculine présentée comme un clin d’œil à son père à Abbey Road. Elle crée la même année une collection capsule destinée aux enfants avec Smallable. Ses collections sont distribuées dans quarante pays notamment par le biais des trois magasins de sa marque situés à  Londres, Manhattan et Los Angeles. 
En mars 2018, Stella McCartney souhaite reprendre le contrôle de sa marque mais François-Henri Pinault ne veut pas rester en étant minoritaire. Elle se sépare de Kering en rachetant la totalité de sa griffe, soit les 50 % alors propriété du groupe de luxe français. Elle reste administratrice de la Fondation Kering.
Dans la lignée de son positionnement pour une mode durable, elle ouvre un magasin à Londres en juin 2018 qu'elle présente comme « le plus durable » de Londres, faisant notamment appel à des Airlabs spécialisés dans la purification de l'air.
Elle crée une collection capsule avec la chanteuse Taylor Swift lors de la sortie de l'album de cette dernière, Lover, en juin 2019 afin de toucher un public plus jeune mais quand même sensible aux valeurs écoresponsables que la griffe véhicule.
LVMH (concurrent historique de Kering) annonce un partenariat avec la marque en juillet 2019 tout en lui laissant le contrôle : la styliste est nommée « conseillère spéciale de Bernard Arnault et des membres du comité exécutif sur le développement durable ». Le groupe de luxe trouve là son compte dans sa volonté de paraitre plus écologique, tout comme Kering, dans la tendance de l'époque. Elle est aussi jury du prix LVMH. Elle prête son nom et son image à la marque de voitures Audi qui tente de devenir carbone neutre d'ici 2050.
En septembre de la même année, Natalia Vodianova apparaît à Paris, lors du défilé de la marque, habillée d'une fausse fourrure noire d'origine végétale, biodégradable ou recyclable ; cette matière, le Koba, est une innovation textile. C'est la collection la plus écologique jamais réalisée par la créatrice, utilisant raphia, coton organique ou nylon régénéré. À l'Opéra Garnier en mars 2020, lors de la présentation de sa collection, elle fait distribuer des plants d'arbres et des mannequins sont habillés en animal en peluche ; au-delà de ces anecdotes, la collection reste qualifiée de « remarquable ».
En janvier 2025, Stella McCartney quitte le groupe LVMH après avoir racheté les parts détenues par le groupe.

### Vie privée
Stella McCartney se marie avec l'éditeur britannique Alasdhair Willis le 31 août 2003, vêtue d'une version mise à jour de la robe de mariée que sa mère portait lors de son mariage avec Paul McCartney en 1969. Ce mariage se déroule dans la plus stricte intimité, loin de la presse. Stella McCartney et Alasdhair Willis ont ensemble quatre enfants.
En 2018, Stella McCartney s'exprime face à un journaliste du Times : « Lorsque ma maman est décédée, papa, mon frère et moi sommes allés voir le Maharishi. […] J'ai alors commencé à avoir des crises de panique, et des réactions corporelles liées à cette perte. » La méditation transcendantale, à cette occasion, lui aurait été d'un grand secours. « Cela m'a vraiment aidée à un moment où j'avais véritablement besoin d'aide. » « Je ne voulais pas payer pour ça. Mais, en fait, c'est probablement le meilleur investissement que j'ai jamais fait. »

## Récompenses
- VH1 / Vogue Fashion and Music 2000 Designer of the year award[10]
- The Women of Courage Award for work against cancer (Los Angeles, 2003)[33]
- The Glamour Award for best Designer of the Year (Londres, 2004)[33]
- The Star honouree at the Fashion Group international Night of Stars (New York, 2004)
- The Organic Style Women of the Year Award (New York, 2005)
- Designer of the year (2007)[22]
- British Fashion Awards (2012) Designer of the Year et Designer Brand[37]
- Commandeur de l'Ordre de l'Empire britannique (CBE) dans le cadre des 2022 Birthday Honours en reconnaissance des services qu'elle a rendus à la mode et au développement durable[38],[39].